# Heliotropium molle
Heliotropium molle là loài thực vật có hoa trong họ Mồ hôi. Loài này được (Torr.) I.M. Johnst. mô tả khoa học đầu tiên năm 1939.